# Любекская высшая школа музыки

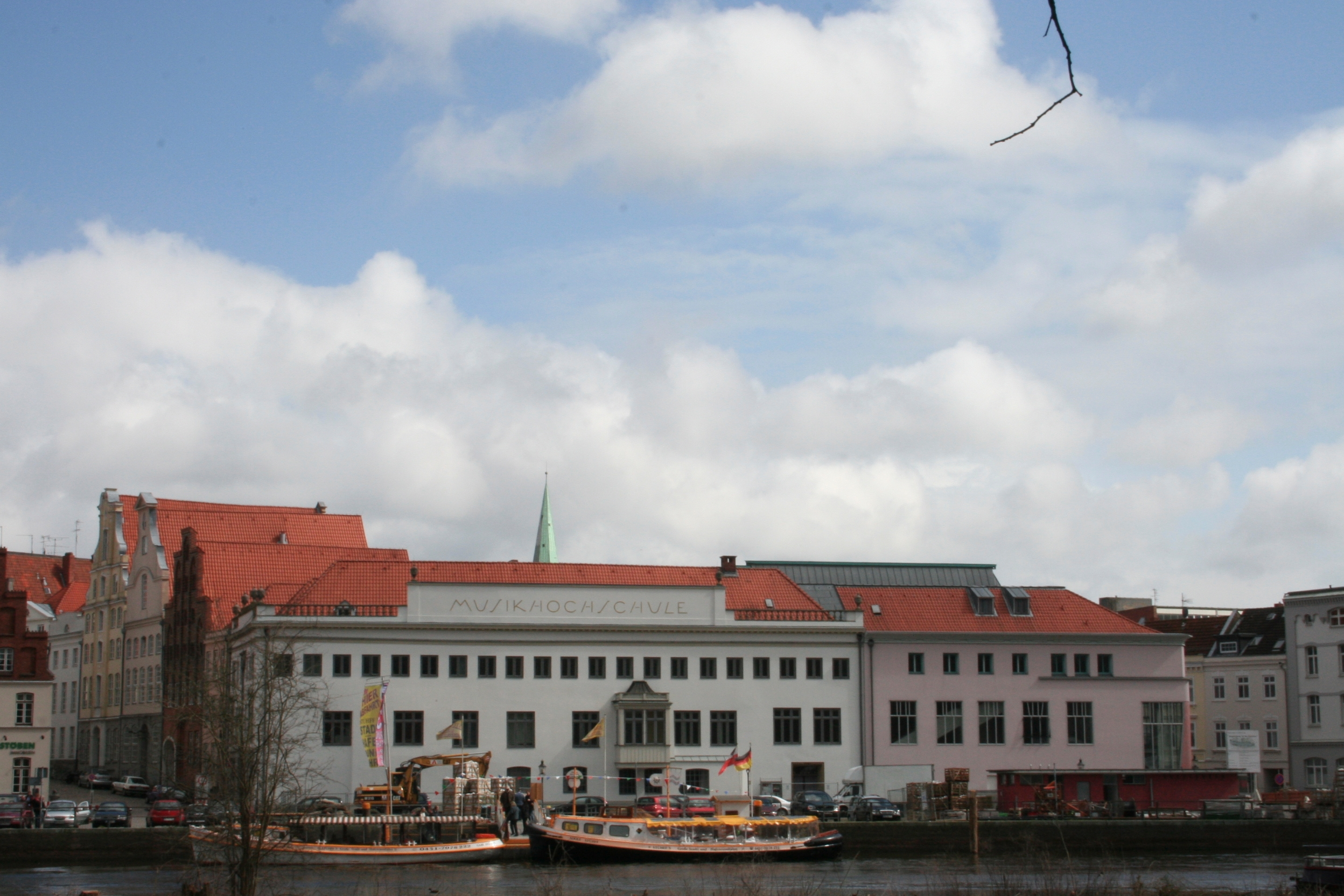
Музыкальная академия на берегу реки Трейс

Любекская высшая школа музыки (нем. Musikhochschule Lübeck) — является единственной музыкальной школой высшего уровня в самой северной федеральной земле Шлезвиг-Гольштейн. Школа расположена в Любеке, в историческом ганзейском городе, внесенном в список Всемирного наследия ЮНЕСКО. Школа была основана в 1973 году, но её традиции восходят к 1911 году. В ней обучаются около 500 учеников. В преподавательский состав входят Шмуэль Ашкенази, Сабина Мейер, Джеймс Токко и другие. Нынешний президент академии — Рико Габлер.
В академии проходят мастер-классы Шлезвиг-Гольштейнского музыкального фестиваля, ежегодного летнего фестиваля классической музыки.
Школа является членом Балтийской ассоциации музыкальных академий.

## Выпускники
Среди выпускников музыкальной академии есть Катерина Рюквардт, которая стала музыкальным директором Государственного театра Майнца в 2001 году, как одна из четырех женщин среди 76 оперных театров Германии и занимала этот пост до 2011 года. Томас Мор стал баритоном, а позже тенером, а также преподавателем академического вокала и основателем музыкального фестиваля на своем сельскохозяйственном поместье.